# Chevrolet Cavalier
Chevrolet Cavalier — це компактний автомобіль, що вироблявся компанією Chevrolet з 1981 по 2005 рік. Модель випускалася в кількох кузовах, зокрема седан, хетчбек і купе. Cavalier став популярним завдяки своїй доступності, економічності та надійності. Протягом свого виробництва автомобіль проходив кілька генерацій, кожна з яких отримувала оновлення в дизайні та технологіях. Cavalier використовувався як у США, так і в Канаді, а також експортувався на інші ринки. Chevrolet Cavalier користувався попитом в Сполучених Штатах протягом його виробництва, де реалізували понад 5,4 млн машин.  Після закінчення виробництва автомобіль був замінений на Chevrolet Cobalt.

## Перше покоління

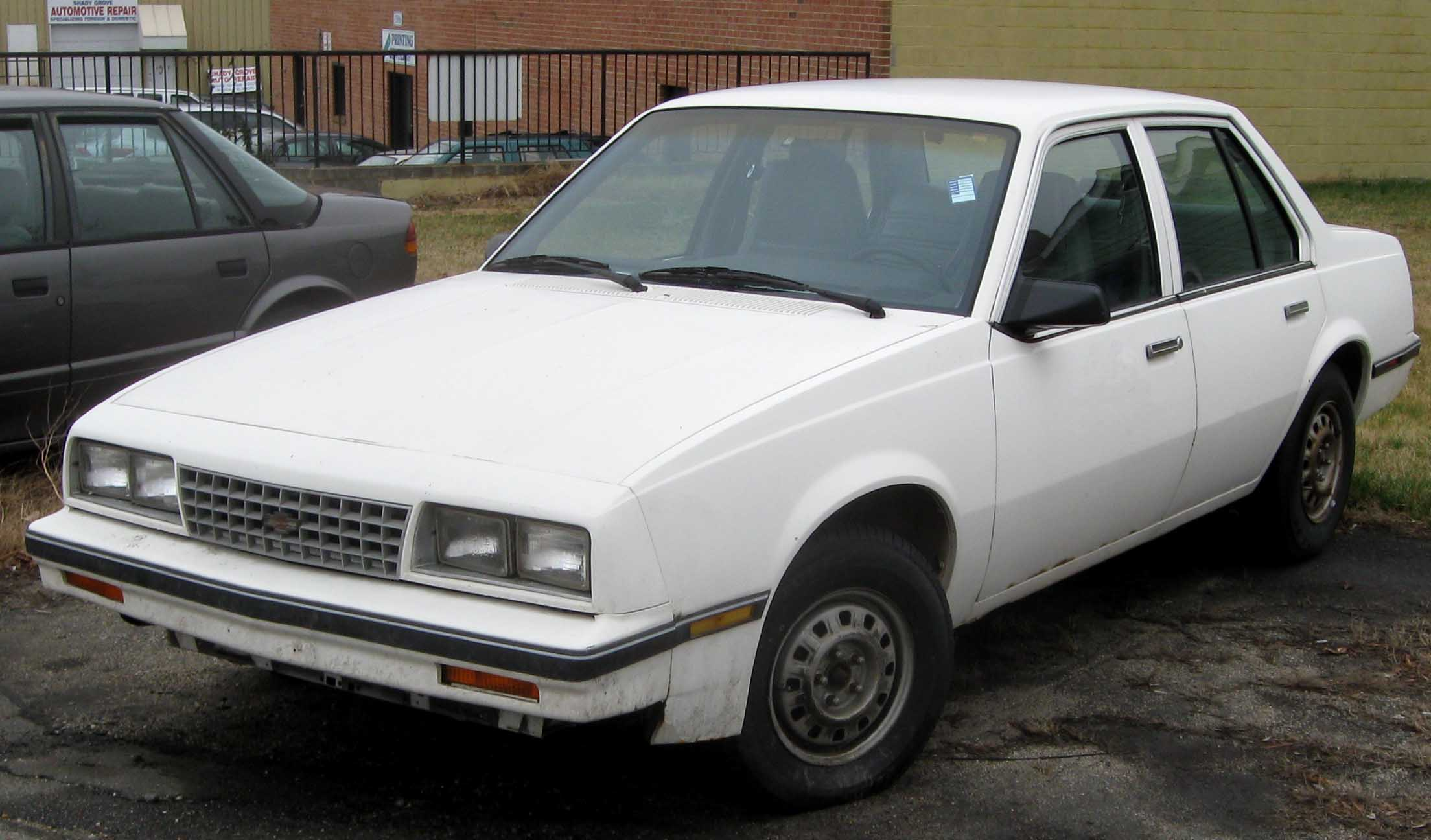
Chevrolet Cavalier 1

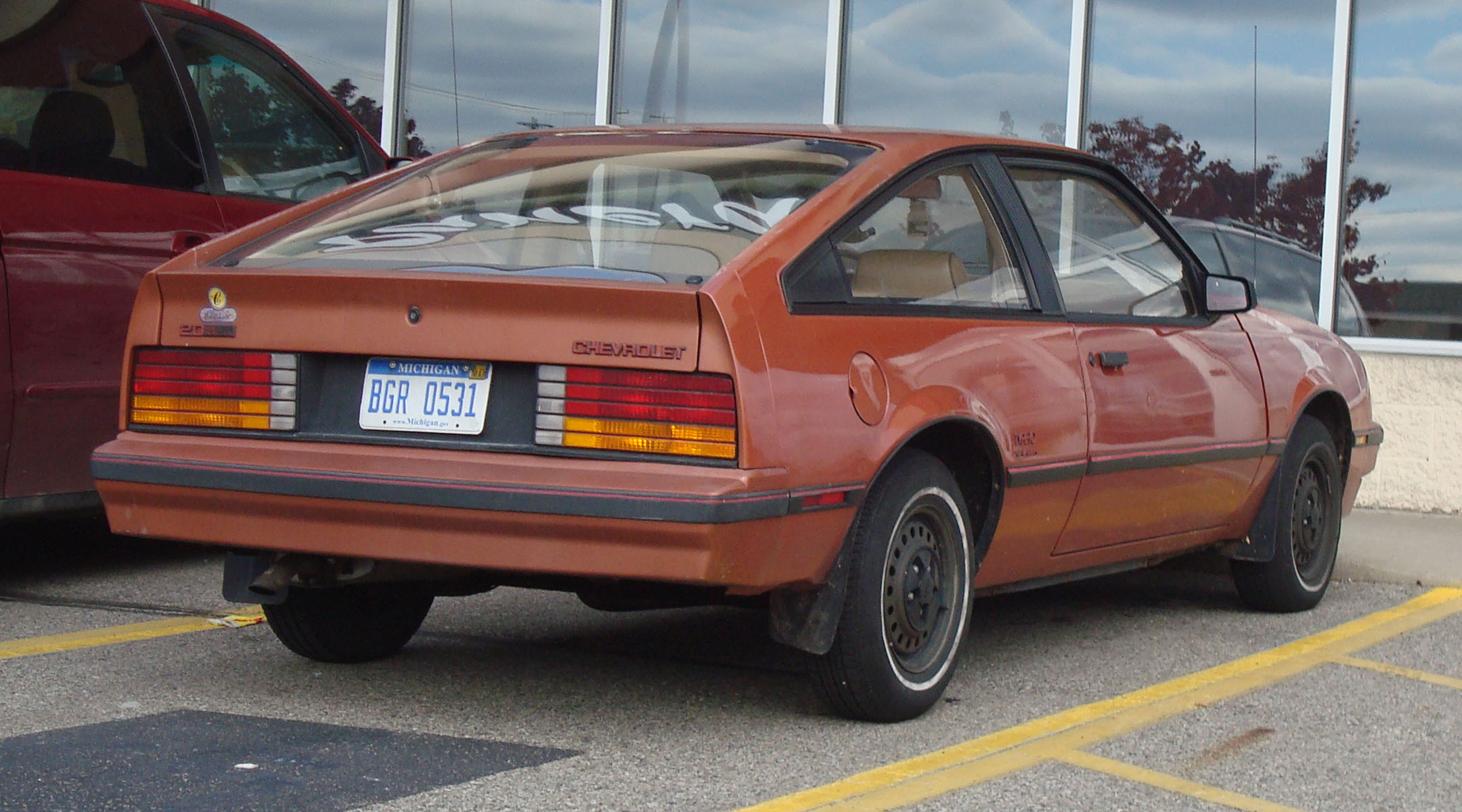

Cavalier вперше надійшов у продаж на початку 1981 року як модель 1982 року з переднім приводом. На вибір пропонувалися 2 чотирициліндрових нижньовальних двигуна і кузова: 2- і 4-дверний седан, хетчбек і універсал.
У 1983 році Cavalier оснастили вприскуванням палива, а в 1985 з'явився двигун V6, що незвично для компактного автомобіля. 1985 також приніс кілька дрібних змін у зовнішньому вигляді.
Cavalier був багато в чому ідентичний Pontiac Sunbird. До офіційного представлення марки Pontiac у Мексиці в 1992 році, на Cavalier, продаваний там, встановлювалися кузовні панелі від Sunbird, на відміну від Cavalier, вироблених в США. З 1993 року пропонувалися вже обидві марки, як і в США.

## Друге покоління

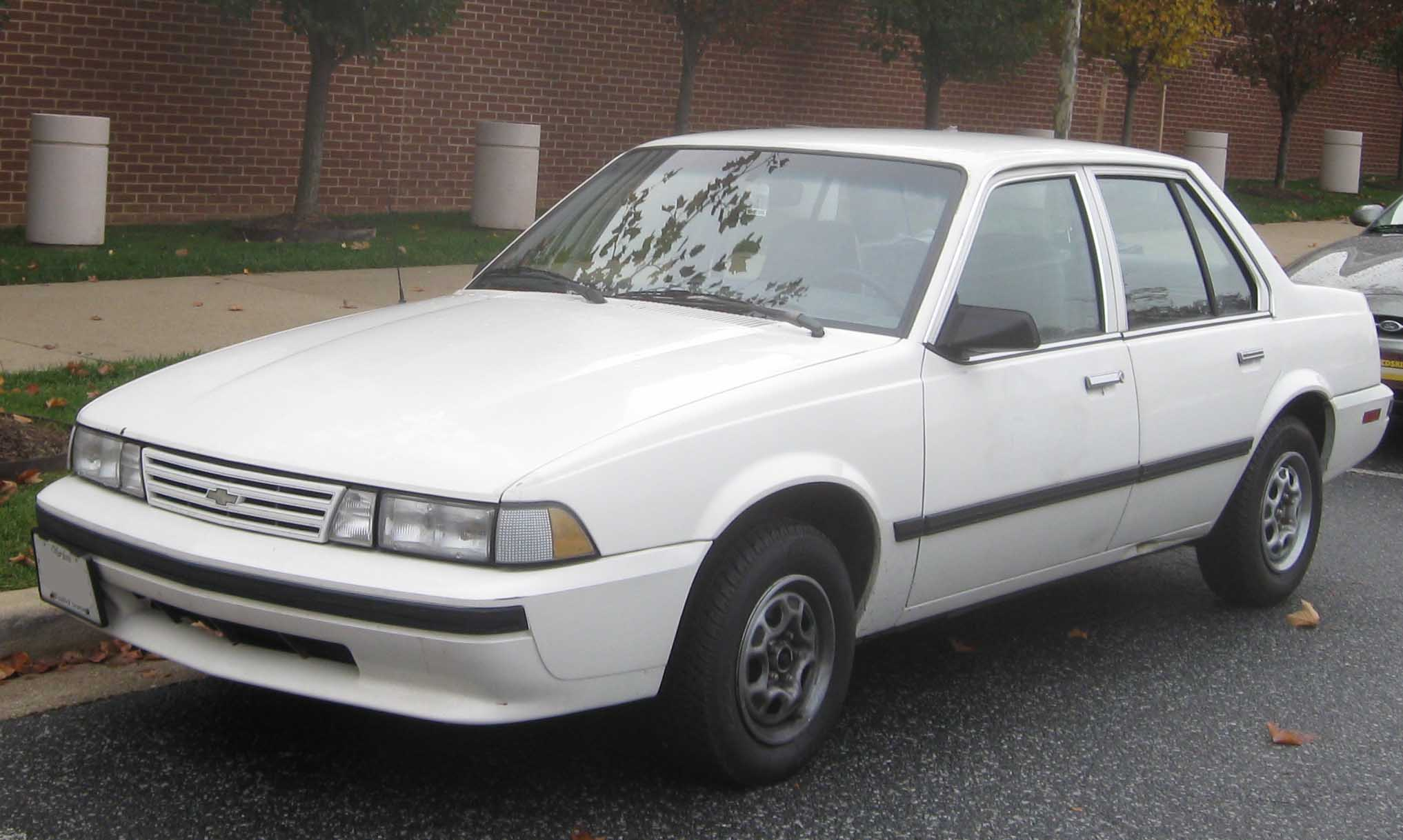
Chevrolet Cavalier 2

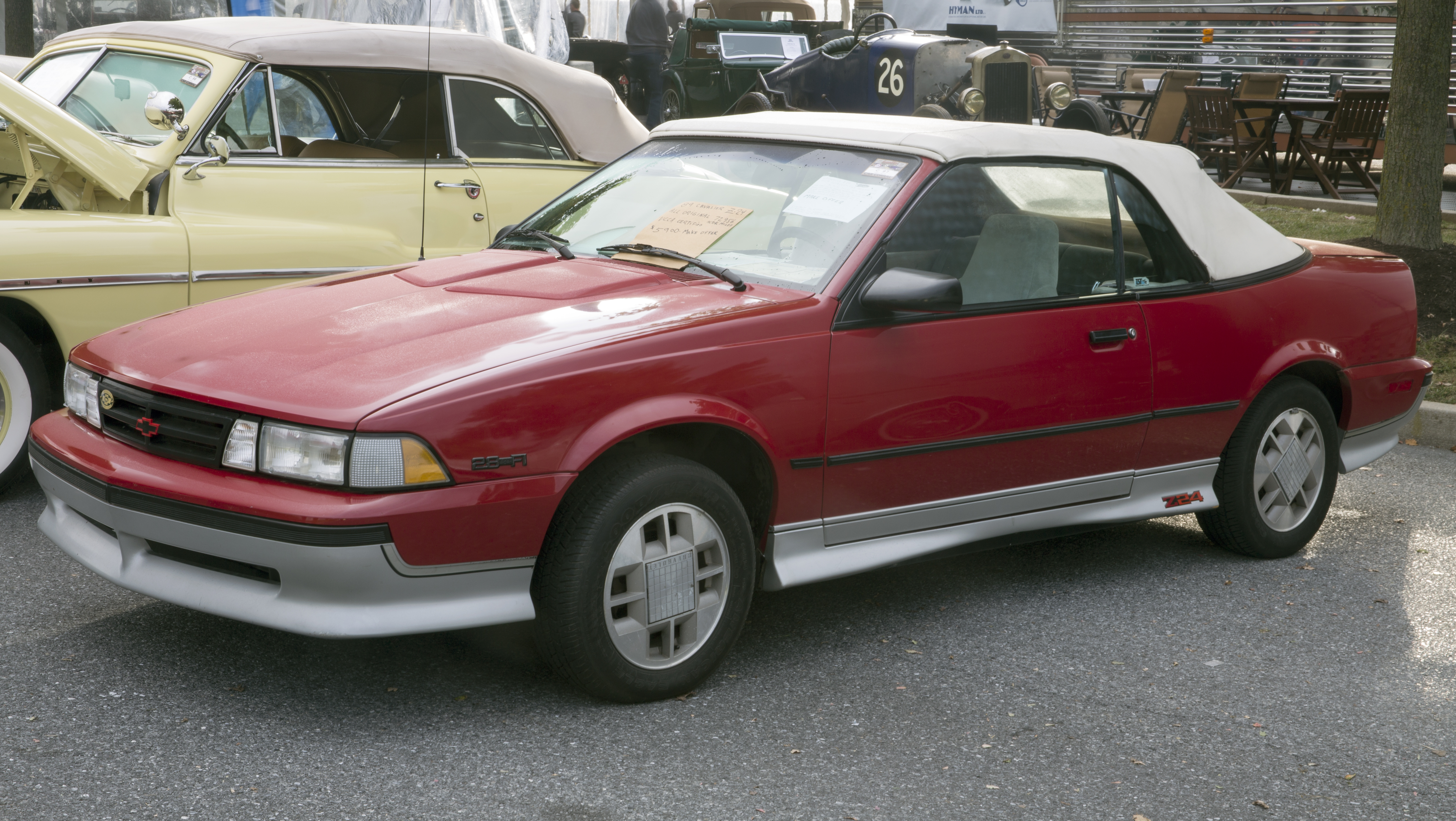

У 1988 році Cavalier був модернізований і отримав свіжий дизайн та модифіковані двигуни. 2-дверний седан і хетчбек були зняті з виробництва і були замінені на купе, в той час як випуск решти типів кузовів продовжився. Зовнішній вигляд та інтер'єр були оновлені в 1991 році.

### Двигуни
- 2.0 L LL8 I4
- 2.2 L LM3 I4
- 2.2 L LN2 I4
- 2.8 L LB6 V6
- 3.1 L LH0 V6

## Третє покоління

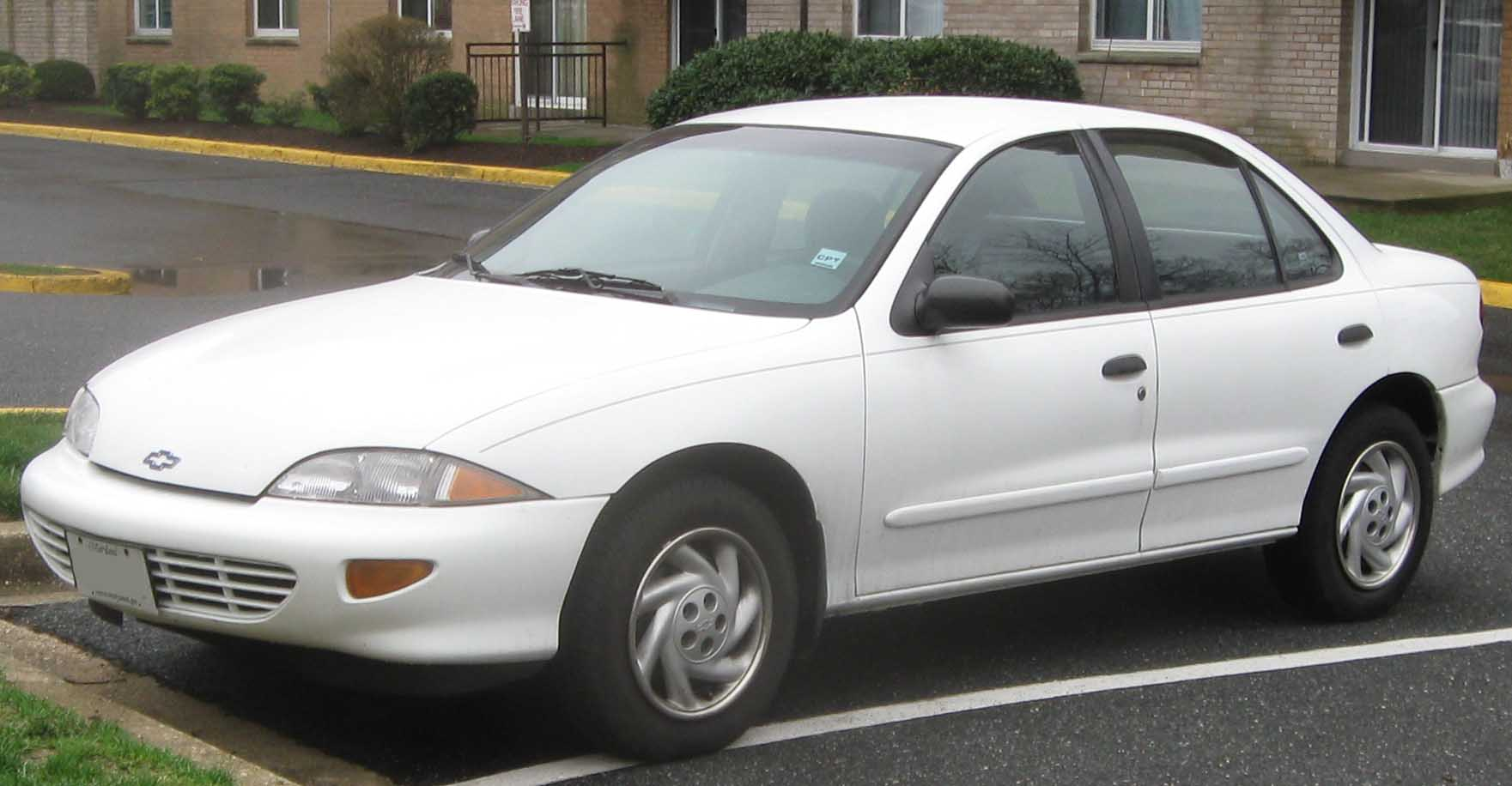
Chevrolet Cavalier 3

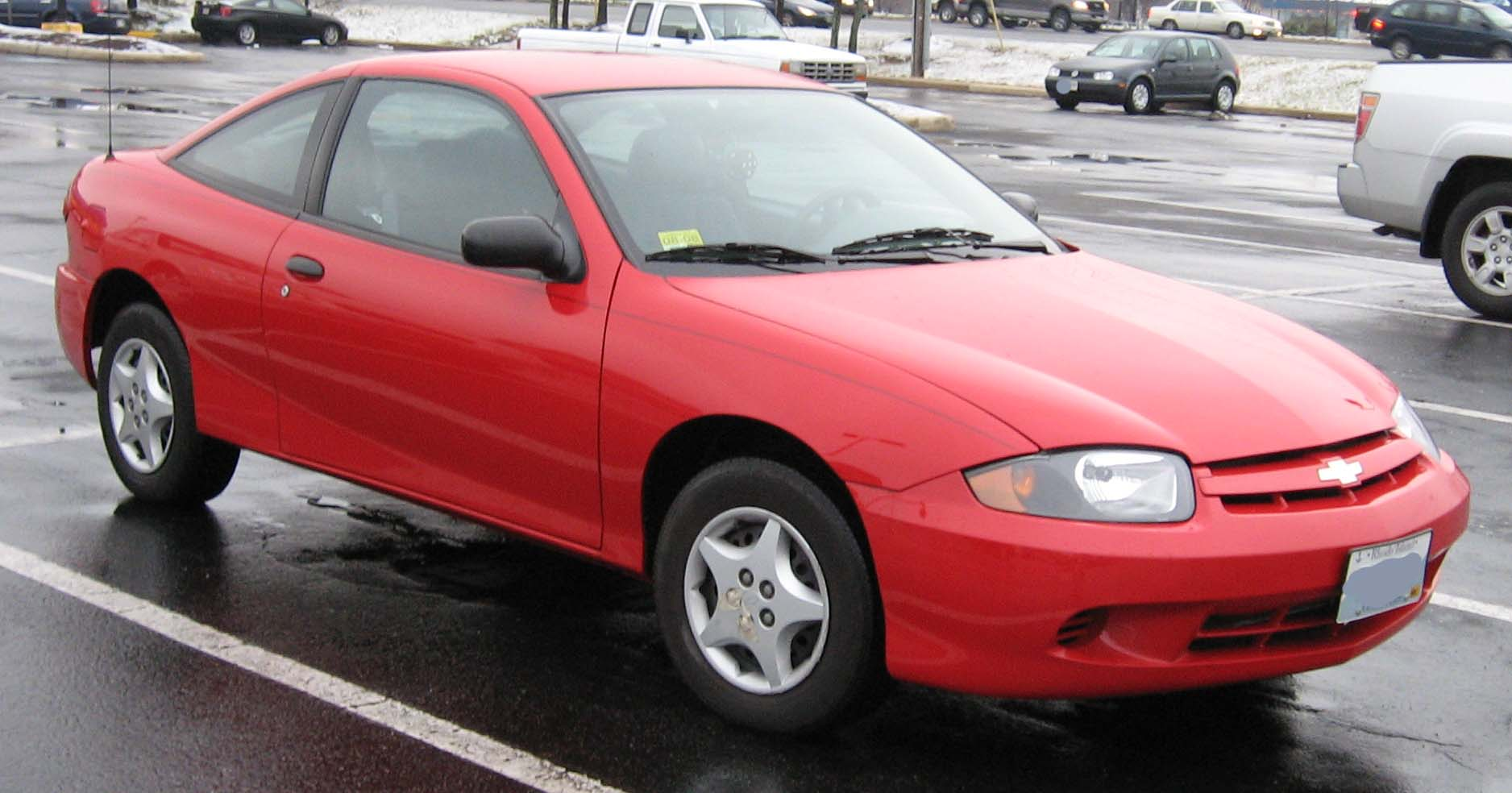

У 1995 році Cavalier отримав новий аеродинамічний динамічний дизайн в стилі Chevrolet Camaro четвертого покоління. На вибір пропонувалися версії в кузові купе, седан і кабріолет. Універсал в цьому поколінні не проводився. Зовнішній вигляд оновлювався двічі: в 2000 і 2003 роках.
В Японії третє покоління продавалося під маркою Toyota Cavalier.

### Двигуни
- 2.2 L LN2 OHV I4
- 2.2 L L61 DOHC I4
- 2.2 L L42 DOHC I4
- 2.3 L LD2 DOHC I4
- 2.4 L LD9 DOHC I4

## Китай

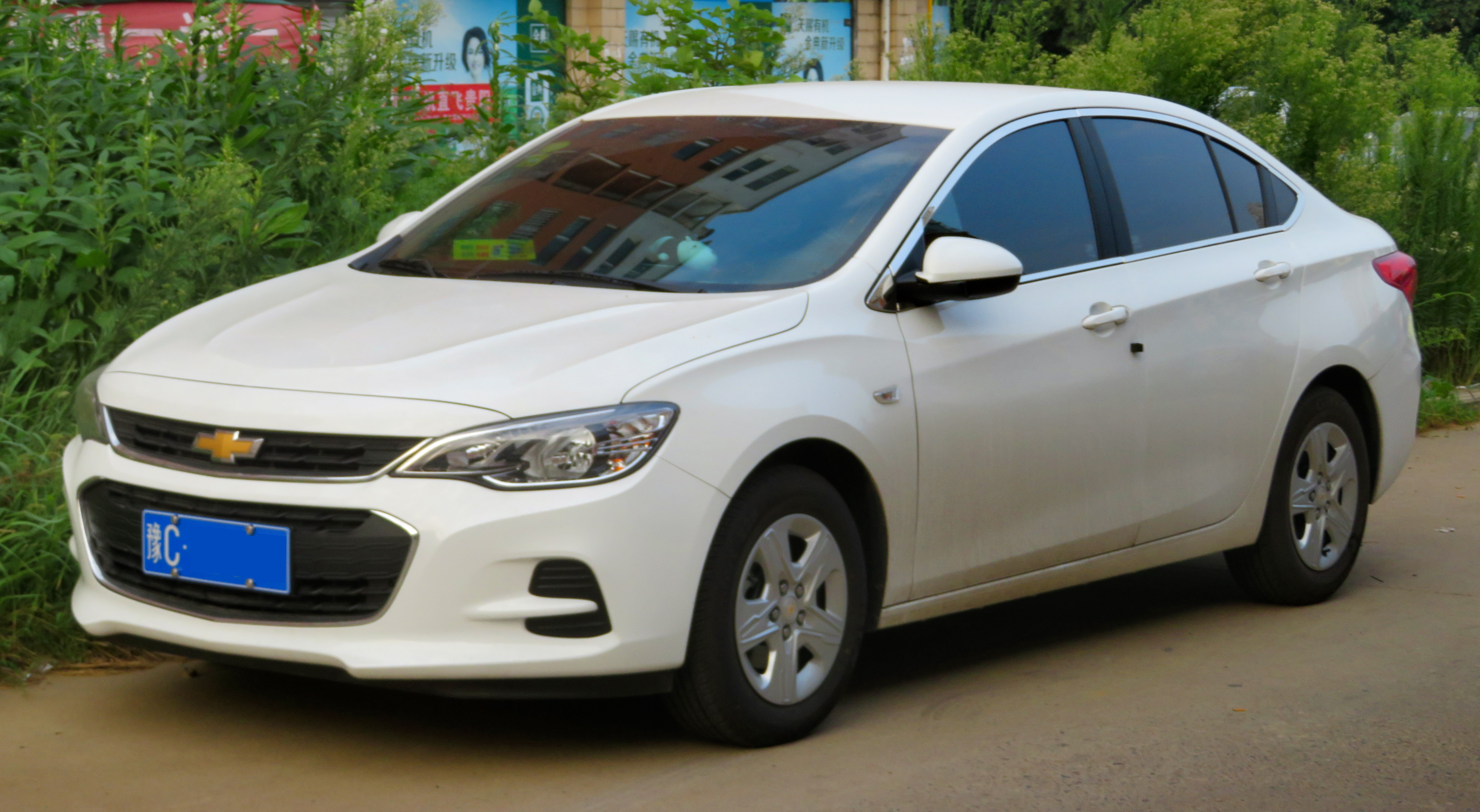
Chevrolet Cavalier

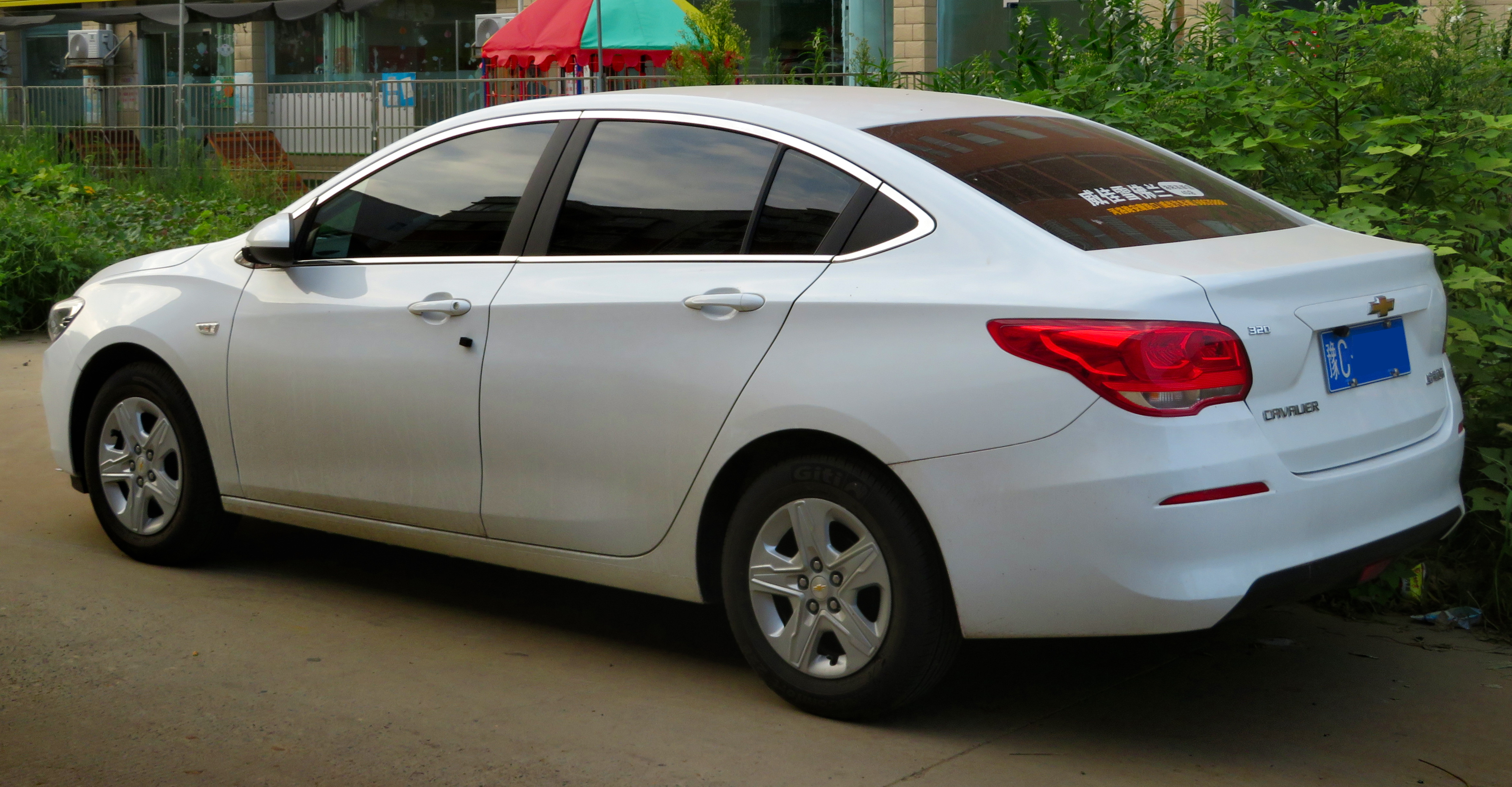

З 2016 року на китайському ринку продається новий Chevrolet Cavalier в кузові седан, що представлений на автосалоні в Ченду і займає нішу нижчу ніж Chevrolet Cruze. Автомобіль оснастили бензиновим двигуном 1,5 л потужністю 109 к.с. Підвіска стійки McPherson спереду і напівзалежна балка ззаду.

### Двигуни
- 1.5 L S-TEC III I4

## Продажі в США
| Рік  | Продажі в США |
| ---- | ------------- |
| 1982 | 58904         |
| 1983 | 268587        |
| 1984 | 462611        |
| 1985 | 383752        |
| 1986 | 432101        |
| 1987 | 346254        |
| 1988 | 322939        |
| 1989 | 376626        |
| 1990 | 310501        |
| 1991 | 326847        |
| 1992 | 225633        |
| 1993 | 251590        |
| 1994 | 254426        |
| 1995 | 151669        |
| 1996 | 261686        |
| 1997 | 315136        |
| 1998 | 238861        |